# Nerine
Nerine er en slægt med hen ved 30 arter, der er udbredt i det sydlige Afrika. Det er flerårige urter, der danner løg som overvintringsorganer. Nogle arter er stedsegrønne, mens andre er vinter- eller sommergrønne. Alle blade er grundstillede og ustilkede og de er spredt stillede på løget. De er linjeformede med hel rand og parallelle bladribber. Blomsterne sidder oftest samlet i endestillede stande, som er omgivet af et par højblade. De enkelte blomster er regelmæssige og 3-tallige med skarlagenrøde, rosa eller hvide blosterblade. Alle arter er giftige og indeholder stoffet lycorin.
| Beskrevne arter |

- Guernseylilje (Nerine sarniensis)
- Kruset nerine (Nerine undulata)

| Andre arter |

- Nerine angustifolia
- Nerine appendiculata
- Nerine bowdenii
- Nerine filifolia
- Nerine flexuosa
- Nerine humilis
- Nerine huttoniae
- Nerine krigei
- Nerine laticoma
- Nerine mansellii
- Nerine masoniorum
- Nerine pudica